# Neville Cenac
Emmanuel Neville Cenac (nacido en 1935) es un político de Santa Lucía, gobernador general desde el 12 de enero de 2018 hasta su renuncia el 31 de octubre de 2021.
En enero de 2018 fue nombrado caballero gran cruz de la Orden de San Miguel y San Jorge.

## Biografía
Es hermano de Winston Cenac, quien fue primer ministro de Santa Lucía entre 1981 y 1982.

### Líder de la oposición
Fue líder del Partido Laborista de Santa Lucía en diciembre de 1982, durante una disputa constitucional sobre el estatus del gobernador general Boswell Williams. John Compton, el primer ministro en funciones y miembro del gobernante Partido Unido de los Trabajadores, había tomado medidas para que Williams fuera depuesto. En respuesta, Cenac escribió una carta a Isabel II del Reino Unido, monarca de Santa Lucía, pidiéndole que ignore las acciones de Compton. La disputa terminó cuando Williams renunció en diciembre de 1982.
Fue elegido miembro del parlamento de Santa Lucía por el partido Laborista durante dos elecciones sucesivas en abril de 1987, representando a Castries.

### Ministro de Relaciones Exteriores
Cambió su afiliación política el 2 de junio de 1987, uniéndose al grupo del Partido Unido de los Trabajadores de Santa Lucía en el parlamento. Tras ello se convirtió en el ministro de relaciones exteriores del país. El cambio incrementó la mayoría legislativa del Partido Unido de los Trabajadores.
Habló ante la Asamblea General de las Naciones Unidas en octubre de 1987, diciendo que Santa Lucía estaba considerando la unión política con otras pequeñas naciones del Caribe. Argumentó que los problemas de calidad de vida podrían mejorar si la región ya no tuviera que apoyar a «siete gobernadores generales, siete primeros ministros, [y] 60 ministros para una población total de alrededor de 500.000». También acusó a Guatemala de amenazar la soberanía de Belice.
En agosto de 1989, Cenac y otros ministros de relaciones exteriores del Caribe se reunieron con el jefe de Estado haitiano, Prosper Avril, sobre el tema de las futuras elecciones en el país.